# Conistra asiatica
Conistra asiatica är en fjärilsart som beskrevs av Rudolf Pinker 1980. Conistra asiatica ingår i släktet Conistra och familjen nattflyn. Inga underarter finns listade i Catalogue of Life.